# Hildegund Schuster

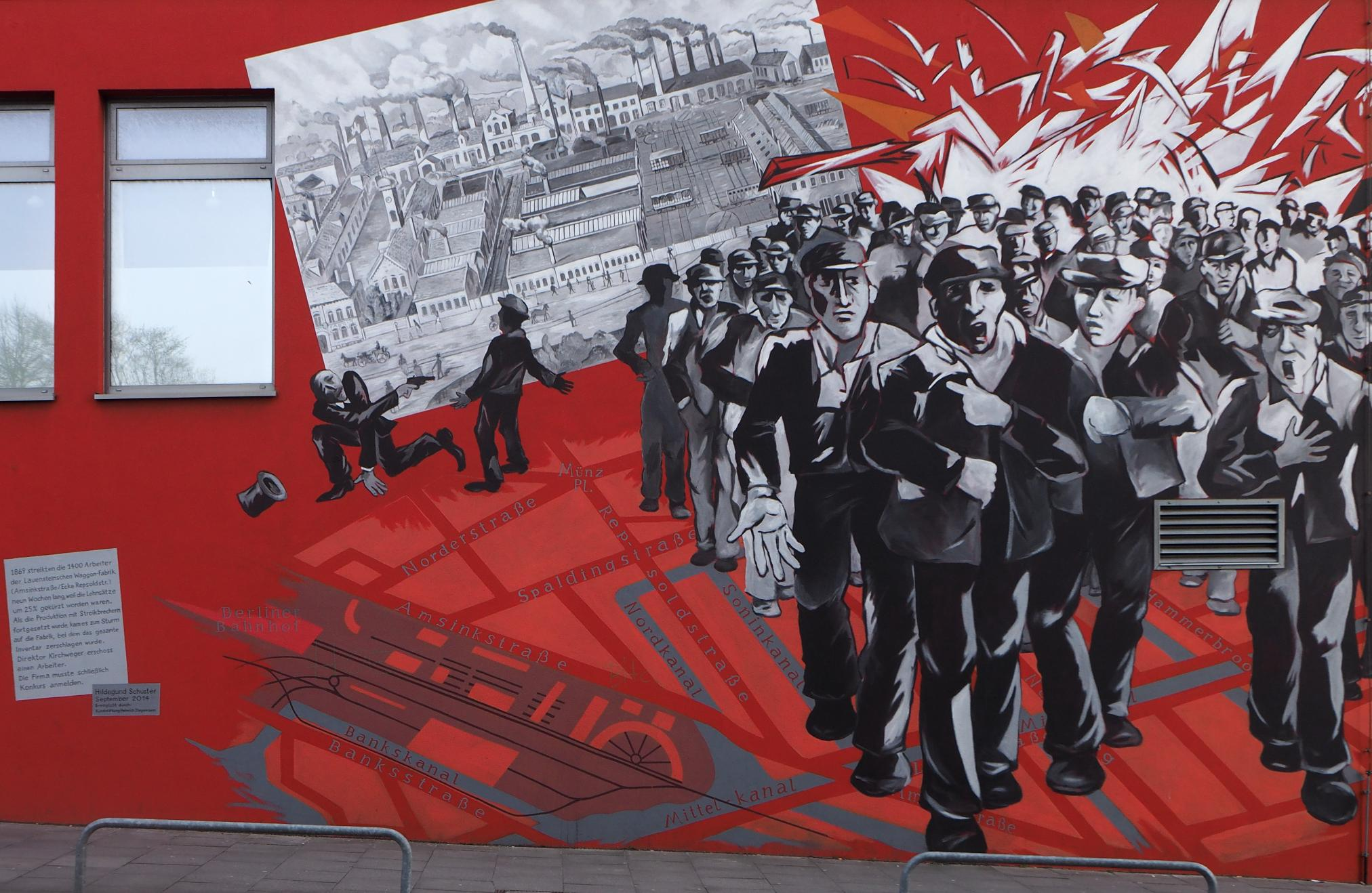
Wandbild von Hildegund Schuster zum Streik an der Lauensteinschen Waggonfabrik, Repsoldstraße 1

Hildegund Schuster (geboren 1954 in Peine) ist eine deutsche Malerin aus Hamburg. Sie malt schwerpunktmäßig Wandgemälde und ist in der Frauenbewegung engagiert.

## Biografie
Die 1954 in Peine geborene Hildegund Schuster lebt seit 1959 in Hamburg. Sie ist ausgebildete Erzieherin.
Von 1978 bis 1983 studierte sie an der Fachhochschule Hamburg im Fachbereich Gestaltung bei Friedrich Einhoff und Gisela Bührmann. Sie machte ihren Abschluss als Diplom-Designerin. Danach folgten noch einige Semester Kunstgeschichte.
Seit 1984 übt sie freiberufliche Tätigkeiten in künstlerischen und kunstvermittelnden Bereichen aus. Schwerpunkt sind Wandmalereien, meist im öffentlichen Raum. Zum Langzeitprojekt „Frauenarbeit im Hamburger Hafen“ schuf sie mehrere Wandgemälde der „FrauenFreiluftGalerie“.
Hildegund Schuster hat einen Lehrauftrag für Kunst und Werken, leitete Kurse in Bürgerhäusern, an der Volkshochschule und in der Museumspädagogik der Hamburger Kunsthalle.

## Werke
- 1996: Wandbild „Der Streik der Kaffeeverleserinnen“, Große Elbstraße 164
- 1997: Wandbild „Wisch und weg – Die Putzfrauen“, Große Elbstraße 164
- 2000: Wandbild „Metallarbeiterinnen und Schweißerinnen im Hafen“
- 2010: Wandbild „Frauen in der Hafenlogistik“, Große Elbstraße 276
- 2014: Wandbild zum Streik an der Lauensteinschen Waggonfabrik, Repsoldstraße 1

In Zusammenarbeit mit der der argentinischen Künstlerin Cecilia Herreo entstanden folgende Werke:
- 1994: „Frauen bei der Kaffee-, Tabak- und Bananenernte“, Lokal Marseille
- 1994: „Frauenarbeit in der Fischindustrie, 1994“, Große Elbstraße 152 (Wandbild wurde überbaut.)
- 1995: Wandbild „Für die Frauen vom Dessauer Ufer“, Neumühlen 16–20
- 1997: Wandbild „Demonstrantinnen“, Große Elbstraße 164
- 2015: Wandbild „Frauen in Fischindustrie und am Fischmarkt, 2015“, Große Elbstraße 268

Zusammen mit Ursel Scheffler ist Hildegund Schuster Autorin des Buches „Bei der Arbeit“ (1994) ISBN 978-3-473-33559-6